# Poroszló
Poroszló è un comune dell'Ungheria di 3.087 abitanti (dati 2001). È situato nella contea di Heves.